# Хоруй
Хору́й (чув. Хуруй) — деревня Урмарского района Чувашской Республики. В рамках организации местного самоуправления входит с 2023 года в Урмарский муниципальный округ. До 2023 года — в составе Шоркистринского сельского поселения. Население 136 человек (2015), преимущественно чуваши.

## География
Расположена в северо-восточной части региона, в пределах Чувашского плато, в верховье р. Яндоушка, на расстоянии 93 км от Чебоксар, 22 км до райцентра Урмары.

## Топоним
Название деревни Хуруй состоит из двух слов. Первая часть Хур (Гусь), Хура(черная), Хур… и т. д., и вторая часть уй — поле. Так как рядом есть деревня Саруй (сарӑ уй — жёлтое поле), вполне вероятно, что название произошло от значения черное поле. Есть рассказы старожилов, что в древности у границ Хоруя стояли черные столбы, которые указывали, что заходить в эти места небезопасно. Это можно связывать также с постоянными набегами и грабежами Хоруйцев на тракте (Ямсьуль).

## История
В 1885 открыта школа грамоты. В 1931 образован колхоз «Пионер».

### Административно-территориальная принадлежность
С 19 века до 1927 года находилась в составе Яниково-Шоркисриской волости, Цивильского уезда, в составе Урмарского района — с 1927 года.
Входила (с 2004 до 2023 гг.) в состав Шоркистринского сельского поселения муниципального района Урмарский район.
К 1 января 2023 года обе муниципальные единицы упраздняются и деревня входит в Урмарский муниципальный округ.

## Население
| 2010 | 2012 | 2015 |
| ---- | ---- | ---- |
| 157  | ↗180 | ↘136 |

### Историческая численность населения
В 1858—156 муж., 142 жен.; 1897—297 муж., 315 жен.; 1926—152 двора, 350 муж., 370 жен.; 1939—415 муж., 468 жен.; 1979—254 муж., 302 жен.; 2002 — 96 дворов, 187 чел.: 84 муж., 103 жен.; 2010 — 71 част. домохозяйство, 157 чел.: 75 муж., 82 жен

## Инфраструктура
Личное подсобное хозяйство. Основа экономики — сельское хозяйство, функционирует ООО "Агрофирма «Арабоси» (2010). Действует клуб, ФАП, библиотека, спортплощадка, магазин.

## Транспорт
Деревня доступна автотранспортом.